# Pekansaari (ö i Norra Karelen, Pielisen Karjala)
Pekansaari är en ö i Finland. Den ligger i sjön Murtojärvi och i kommunen Lieksa i den ekonomiska regionen  Pielinen-Karelen  och landskapet Norra Karelen, i den östra delen av landet, 400 km nordost om huvudstaden Helsingfors. Öns area är 0,7 hektar och dess största längd är 120 meter i nord-sydlig riktning.